# Sociologie de la consommation
Vous pouvez aider à l'améliorer ou bien discuter des problèmes sur sa page de discussion.
- Il peut contenir un travail inédit ou des déclarations non vérifiées. Vous pouvez l’améliorer en ajoutant des références. (Marqué depuis mars 2024)

Vous pouvez aider à l'améliorer ou bien discuter des problèmes sur sa page de discussion.
- Il ne cite pas suffisamment ses sources. Vous pouvez indiquer les passages à sourcer avec {{référence nécessaire}} ou {{Référence souhaitée}}, et inclure les références utiles en les liant aux notes de bas de page. (Marqué depuis mars 2024)
- Certaines informations devraient être mieux reliées aux sources mentionnées dans la bibliographie ou les liens externes. Améliorez sa vérifiabilité en les associant par des références. (Marqué depuis mars 2024)

- Archive Wikiwix
- Bing
- Cairn
- DuckDuckGo
- E. Universalis
- Gallica
- Google
- G. Books
- G. News
- G. Scholar
- Persée
- Qwant
- (zh) Baidu
- (ru) Yandex
- (wd) trouver des œuvres sur Wikidata

La sociologie de la consommation étudie les comportements de consommation des individus et des groupes sociaux. Elle analyse les pratiques influençant les choix de consommation, ainsi que l'impact qu'ils ont sur la société.

## Consommation et relations sociales[1]
Les objets sont achetés et consommés en partie pour leur utilité et leur valeur économique, mais aussi pour leur signification ainsi que l’usage qu’en font les consommateurs via leurs relations sociales.
On peut en fait comparer les objets au langage. En effet, ils possèdent une valeur économique, une utilité, et aussi une signification sociale qui sont des notions de base de la sociologie de consommation.
Les objets, dans les pratiques sociales, sont vecteur de sens, ils sont utilisés pour créer et rendre plus légitime les relations sociales. Dans l'aspect économique, ces choix peuvent paraitre disproportionnés et insensés mais ils restent, d'un point de vue social, compréhensibles. Par exemple, une personne peut rechercher des objets identiques en utilité mais plus chers pour mettre en avant son statut, ou encore dépenser son argent de manière particulièrement visible pour mettre en avant son importance sociale.

## Culture matérielle
Cet exemple n'est qu'un des divers moyens dont la consommation peut prendre des voies économiquement irrationnelles mais socialement stratégiques. La sociologie des consommations réalise une cartographie de ce genre d'usages sociaux des objets qu'elle voit surtout comme culture matérielle, c'est-à-dire comme ensemble de significations socialement partagées et attribuées aux objets, la partie visible de la culture de chaque groupe.
Un des domaines d'études préférées de la sociologie des consommations a toujours été la mode, comme mécanisme social spécifique et cracatéristique des consommations (Georg Simmel). La mode est un phénomène général de la société qui ne concerne pas que l'habillement comme on le pense dans le langage commun. Avec ce terme, la sociologie des consommations indique ces phénomènes de tension entre la tendance à la différenciation et la tendance au conformisme qui provoquent le renouvellement cyclique des objets mais que des idées ou des mots, sont utilisés par un groupe social.

## La sociologie des consommations en Italie
En Italie, la sociologie des consommations s'est développée en suivant deux axes. Un qui conduit vers des études de type macrosocial et qui est proche de l'Anthropologie, qui étudie comment les significations liés aux objets et aux marchandises sont utilisés dans les relations sociales, en étudiant comme catégorie d'objet, par exemple les aliments qui sont utilisés dans la société pour rendre efficaces les relations sociales; et un axe plus proche du monde de la communication, de la publicité et du marketing qui étudie comment les objets et leurs sens interagissent entre eux dans la création de système de communication entre les groupes et les individus. L'étude de l'argent fait partie des thèmes de la sociologie des consommations.

## Annexe